# Lipofil
Lipofil (også kaldet hydrofob) bruges blandt andet inden for kemi og betyder reelt set fedtelskende.
At et molekyle er lipofilt betyder, at molekylet indeholder en eller flere lipofile grupper. En lipofil gruppe indeholder upolære kovalente bindinger, der gør molekylet opløseligt i upolære opløsningsmidler som f.eks. fedt. Deraf navnet fedtelskende.
| Naturvidenskab | Spire Denne naturvidenskabsartikel er en spire som bør udbygges. Du er velkommen til at hjælpe Wikipedia ved at udvide den. |